# Земо-Крихи
Земо-Крихи (груз. ზემო კრიხი) — село в Грузии, на территории Амбролаурского муниципалитета края (мхаре) Рача-Лечхуми и Нижняя Сванетия.

## География
Село находится в северной части Грузии, на левом берегу реки Крихулы, на расстоянии 5 километров к юго-востоку от города Амбролаури, административного центра муниципалитета. Абсолютная высота — 940 метров над уровнем моря.

## Население
По результатам официальной переписи населения 2014 года, в Земо-Крихи проживало 30 человек (15 мужчин и 15 женщин). В национальной структуре населения грузины составляли 100 %.
| Год  | Население, человек |
| ---- | ------------------ |
| 2002 | 36                 |
| 2014 | ↘ 30               |